# Museu Municipal de Loures
O Museu Municipal de Loures, é um museu situado em Santo António dos Cavaleiros, concelho Loures, em Portugal. Encontra-se instalado na Quinta do Conventinho, desde 1998, com uma vocação de estudo e promoção da história local.
O espaço museológico possui duas salas de exposições, oficinas, reservas visitáveis, um centro de documentação especializado em história local, que tem como patrono Anselmo Braamcamp Freire, loja, cafetaria com esplanada, parque de estacionamento, acesso para pessoas com mobilidade reduzida, um amplo jardim e zonas verdes.
Atualmente, o museu municipal de Loures integra a rede de museus de Loures que, do ponto de vista da orgânica municipal, está inserido na Divisão de Património Cultural e Bibliotecas.
A rede é dirigida pela Unidade de Património e Museologia.
O museu municipal de Loures, encontra-se instalado na Quinta do Conventinho desde 1998. Possui uma identidade particular que lhe tem sido conferida pela riqueza de vivências que, no decurso dos séculos, os seus ocupantes lhe têm deixado através de registos arquitetónicos, artísticos e ambientais. 
A história do Museu Municipal de Loures, remonta a 1985, quando foi criada a Casa do Adro. Nas três décadas que se seguiram a rede museológica do concelho de Loures, expandiu-se e consolidou-se.
Em 1998, deu-se a transferência do museu para a Quinta do Conventinho, mantendo a sua vocação de estudo e promoção da história local. Esta mudança de espaço permitiu o crescimento do espaço museológico, o alargamento da sua ação e a oportunidade para a recuperação de um imóvel cuja história faz parte da paisagem de Loures há mais de quatro séculos, o convento franciscano arrábido do espirito santo, fundado em 1573.
Em Loures, o processo de criação do museu municipal enquadrou-se numa tendência que se veio a impondo em Portugal, desde 1974, e seguindo as recomendações da 19ª reunião da UNESCO (1976), numa ótica de construção de uma política patrimonial. 

O Museu Municipal de Loures, encontra-se instalado na Quinta do Conventinho, desde 1998, com um vocação de estudo e promoção da história local.

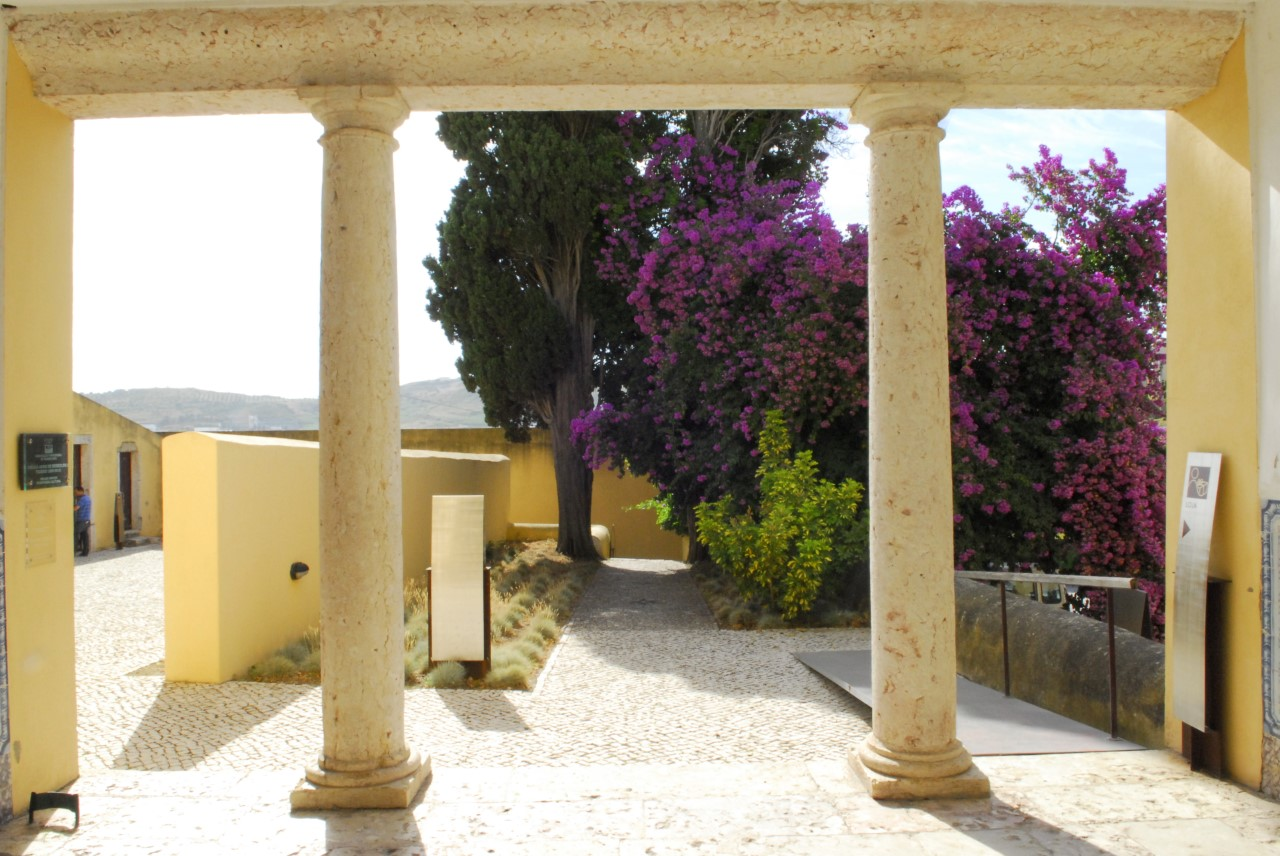
Entrada do Museu Municipal de Loures

Atualmente, o museu possui duas salas de exposições, oficinas, reservas visitáveis, um centro de documentação especializado em história local, á qual tem como seu patrono Anselmo Braamcamp Freire, loja, parque de estacionamento, acesso para pessoas com mobilidade reduzida e ainda um espaço exterior com um amplo jardim e zonas verdes.
No interior do museu, encontra-se patente ao público "Loures. Um Concelho e as suas Gentes", uma exposição com um olhar sobre o município através das suas freguesias tradicionais, ainda hoje muito presentes no quotidiano dos seus habitantes. A abordagem transversal a este território, com alusão a elementos singulares representativos da variedade local, permite identificar aspetos comuns que nos unem e reforçam enquanto comunidade, mas também percecionar a riqueza que decorre da enorme diversidade cultural prevalecente neste grande espaço que é o Concelho de Loures. 
Em 2020, recebeu uma menção honrosa na categoria Serviço de Educação e Mediação Cultural, e em 2023 e 2024, recebeu o prémio na categoria Investigação e Difusão Científica, pela APOM (Associação Portuguesa de Museologia).

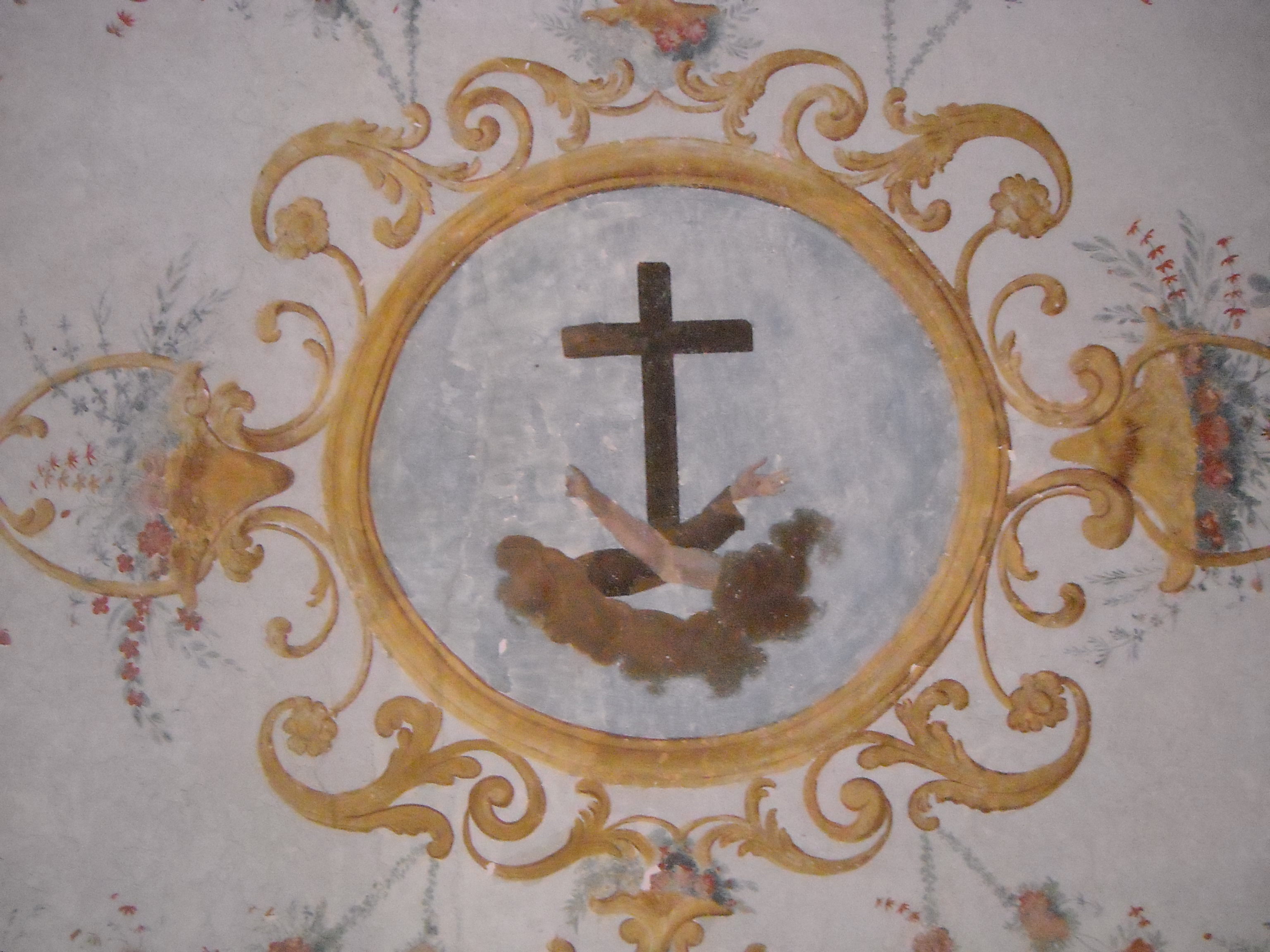
Cruz com o braço de Cristo e o braço de São Francisco de Assis

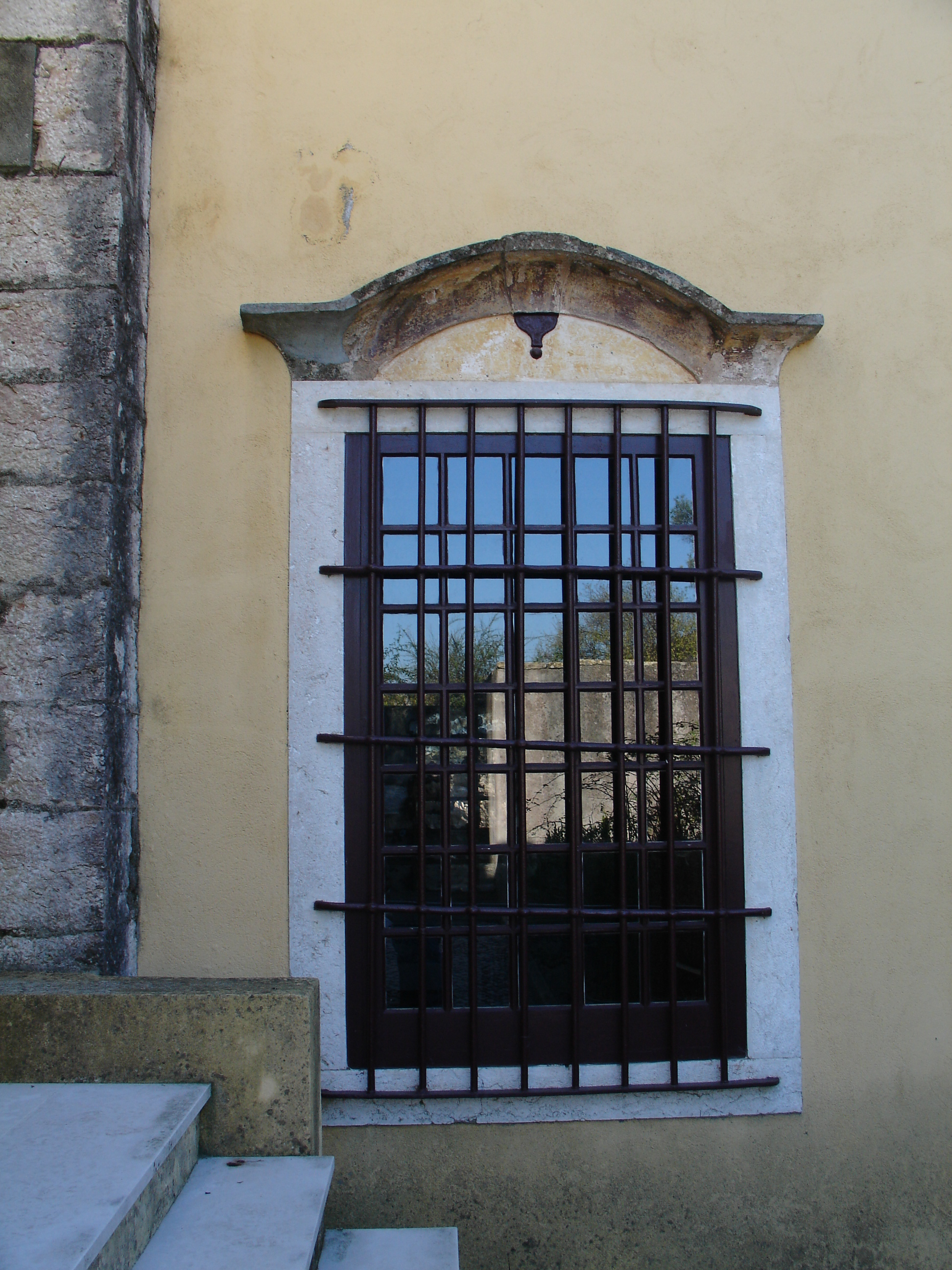
Janela exterior.

Edifício conventual, com capela e cerca. O edifício é composto por três pisos na fachada virada a sul, dois na fachada norte, sendo ocupado pelos serviços que compõem a Unidade de Património e Museologia, da Divisão de Património Cultural e Bibliotecas, da Câmara Municipal de Loures e fundamentam o funcionamento do museu municipal.
No piso térreo encontram-se as instalações sanitárias públicas, a cafetaria e a entada principal do edifício. Esta entrada permite o acesso ao claustro, no piso um, através de escadas. Do claustro, eixo do antigo edifício conventual a partir do qual todo o espaço se organizou, acede-se ao centro de documentação Anselmo Braamcamp Freire, ocupando parte da ala sul, ala poente e parte da ala norte. A partir da sacristia acede-se á capela.
No piso dois, acede-se aos gabinetes de trabalho, dispersos pelas alas sul e poente (parte) do edifício. Na ala poente e norte encontram-se localizadas reservas museológicas, ocupando as antigas celas conventuais. A leste da capela, situam-se as salas de exposição, distribuídas por três pisos e com entrada autónoma, através da galilé (no piso dois, existe uma acesso ao coro-alto que, por sua vez, permite o acesso ao interior do edifício).

No exterior, existem outros espaços, utlizados no âmbito do funcionamento do museu municipal como as reservas visitáveis dos transportes e alfaias agrícolas, oficinas, sala de trabalho de arqueologia, espaço de arrumos e vigilância.

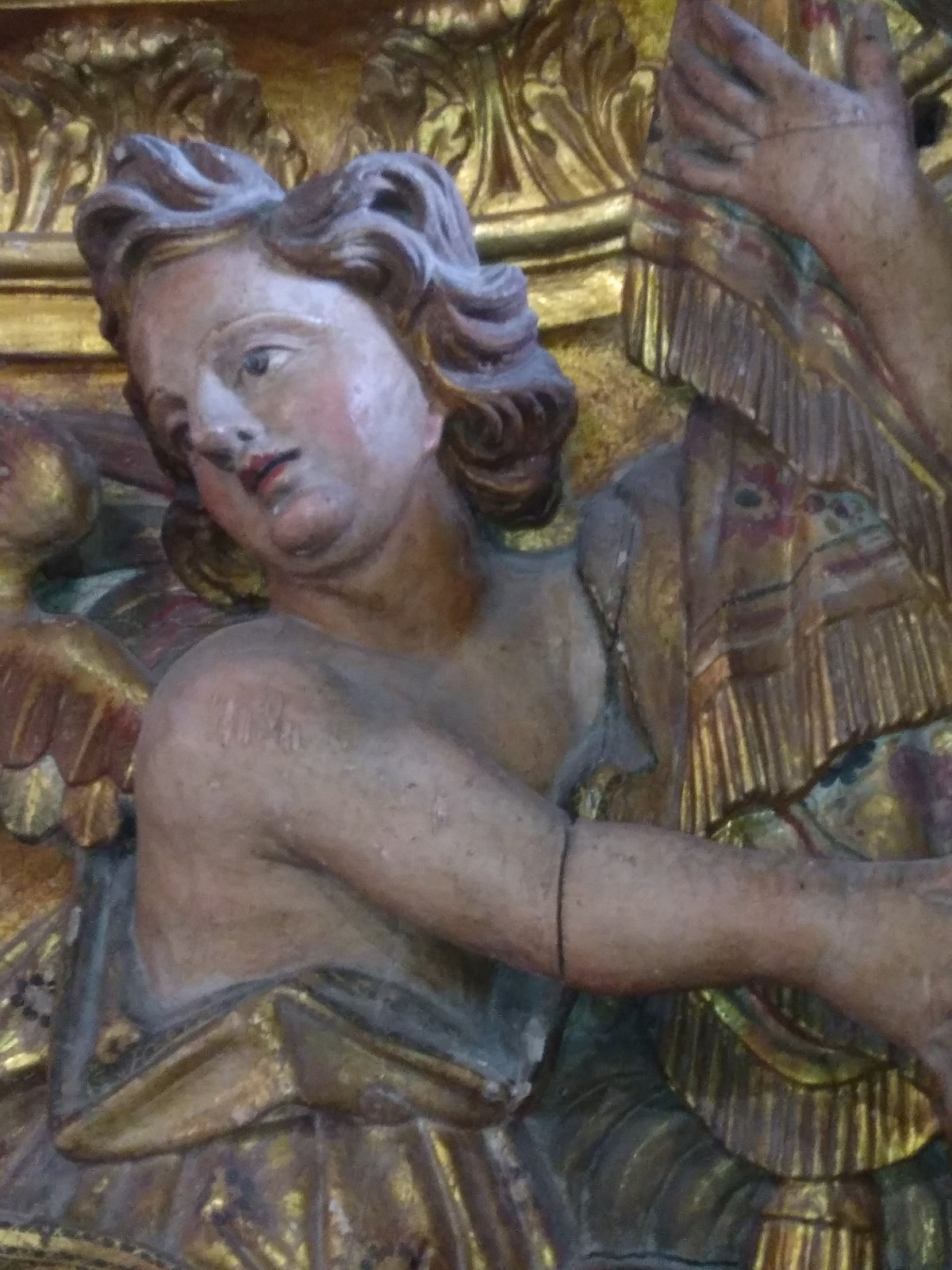
Anjo envolvente no Sacrário da Capela

O acervo do museu municipal de Loures encontra-se repartido por dois serviços, o centro de documentação e as reservas. O primeiro com a responsabilidade da gestão do acervo documental (periódicos, monografias, documentos iconográficos, estudos locais e fotos), o segundo da gestão das peças (arqueologia e etnografia). Esta separação física acontece por tradição, bem como pela tipologia de objetos que têm condições de organização, acondicionamento e preservação diferenciadas.  
Quinta do Conventinho
Museu de Cerâmica
Museu do Vinho e da Vinha - Bucelas
Casa-Museu José Pedro
- https://www.facebook.com/museusdeloures/

- https://www.instagram.com/museusdeloures

- https://museusegalerias.cm-loures.pt/Museu/Catalogo/

1. ↑  «Câmara Municipal de Loures»
2. ↑  «Visitlisboa»
3. ↑  Loures, Cãmara Municipal (1995). Museu Municipal de Loures: 10 anos: 1985-1995. [S.l.: s.n.]
4. ↑  Loures, Câmara Municipal (2009). De convento a conventinho. [S.l.: s.n.]